# Mr. Águila
Jesús Guadalupe Delgado Saldaña (10 de dezembro de 1978) é lutador profissional de wrestling mexicano, mais conhecido como Mr. Águila.